# Christian-Wilhelm Rowoldt
Christian-Wilhelm Rowoldt (* 23. März 1915 in Sülze; † 28. September 2007) war ein  deutscher Parteifunktionär der DDR-Blockpartei NDPD. Er war von 1958 bis 1976  Abgeordneter der Volkskammer der DDR.

## Leben
Rowoldt, Sohn des Kaufmanns Hermann Rowoldt, besuchte die Volksschule in Sülze und das Realgymnasium in  Rostock. Er legte das Abitur ab und erhielt von 1934 bis 1937 eine kaufmännische Ausbildung. Anschließend leistete er Militär- und Kriegsdienst in der Wehrmacht und geriet in Kriegsgefangenschaft. Nach seiner Rückkehr 1948 arbeitete er als Verkäufer und wurde 1950 Teilhaber im Geschäft seines Vaters. Im Jahr 1950 wurde er Mitglied der National-Demokratischen Partei Deutschlands (NDPD). Von 1954 bis 1958 war er Abgeordneter des Bezirkstages  Rostock und Mitglied der Ständigen Kommission für Handel und Versorgung. Als einer der ersten Kommissionshändler im Kreis Ribnitz-Damgarten schloss er 1958 einen Kommissionsvertrag mit der Handelsorganisation (HO) ab. Im selben Jahr wurde er Mitglied des Bezirksvorstandes und Bezirksausschusses Rostock der NDPD. Ab 1963 leitete er als Vorsitzender die Arbeitsgruppe  Komplementäre, Handwerker und Gewerbetreibende des Bezirksausschusses Rostock der  Nationalen Front der DDR.
Von 1958 bis 1976 war er als Mitglied der NDPD-Fraktion Abgeordneter der Volkskammer und von 1963 bis 1967 Mitglied, von 1967 bis 1971 Schriftführer und von 1971 bis 1976 Stellvertreter des Vorsitzenden des Ausschusses für Handel und Versorgung. Mit 67 Jahren ging er 1982 in den Ruhestand, die HO übernahm sein Geschäft. Während der Wende in der DDR 1989/90 war er Teilnehmer am Runden Tisch in Bad Sülze.
Rowoldt war verheiratet und Vater von vier Kindern. Er starb im Alter von 92 Jahren.

## Auszeichnungen und Ehrungen
- Aktivist
- 1955 Ehrennadel der Nationalen Front
- 1959 Verdienstmedaille der DDR
- Ernst-Moritz-Arndt-Medaille
- 1965 Vaterländischer Verdienstorden in Bronze
- 1976 Ehrentitel „Verdienter Mitarbeiter des Handels der Deutschen Demokratischen Republik“
- 1987 und 2005 wurde er mit einem  Eintrag in das Ehrenbuch der Stadt Bad Sülze geehrt[2]